# Schoonspringen op de Olympische Zomerspelen 1948

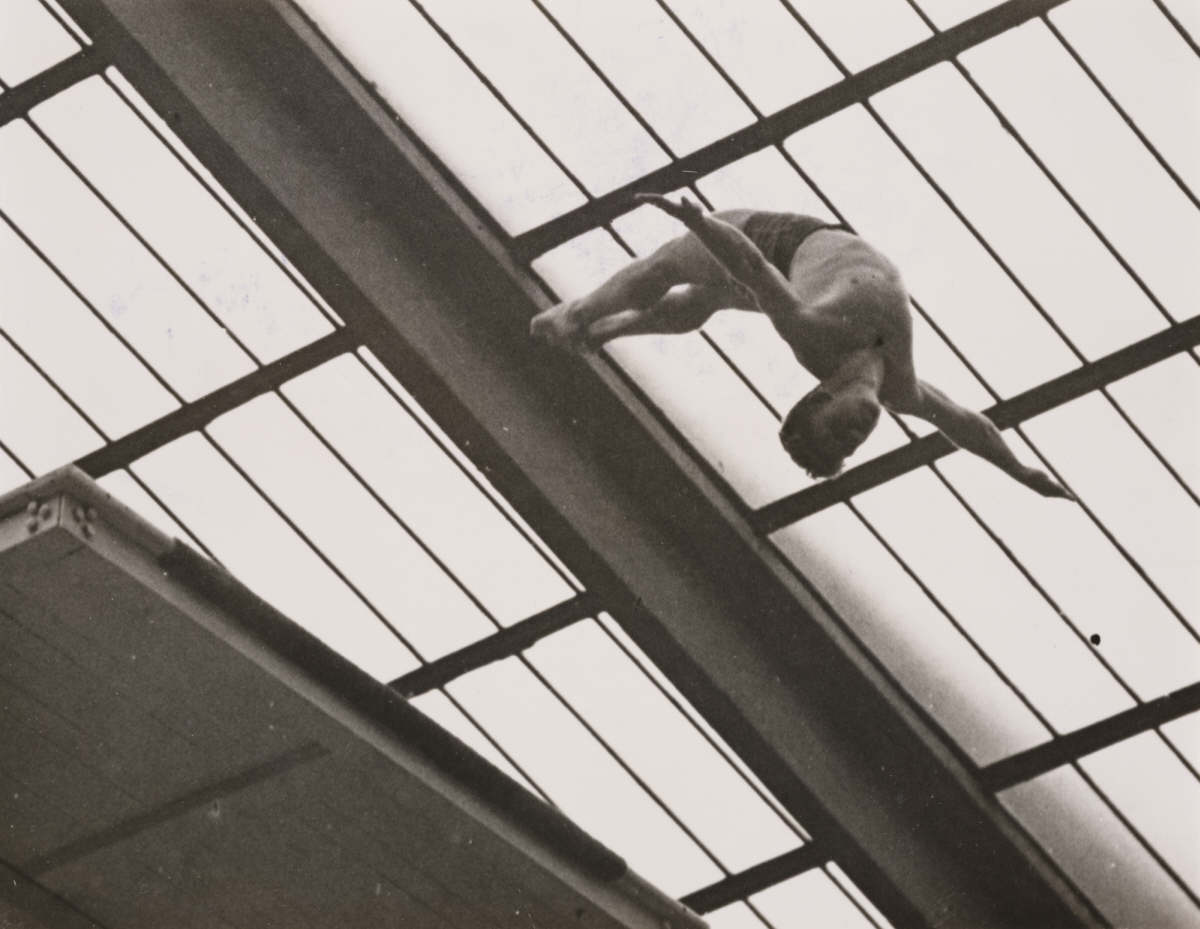
R. M. Stigersand (9e bij 10 m torenspringen)

Schoonspringen is een van de sporten die beoefend werden tijdens de Olympische Zomerspelen 1948 in Londen.

## Heren

### 3 m plank
| rang   | sporter              | land | punten |
| ------ | -------------------- | ---- | ------ |
| Goud   | Bruce Harlan         | USA  | 163.64 |
| Zilver | Miller Anderson      | USA  | 157.29 |
| Brons  | Samuel Lee           | USA  | 145.52 |
| 4      | Joaquin Capilla      | MEX  | 141.79 |
| 5      | Raymond Mulinghausen | FRA  | 126.55 |
| 6      | Svante Johansson     | SWE  | 120.20 |
| 7      | Kamal Ali Hassan     | EGY  | 119.90 |
| 8      | Thomas Christiansen  | DEN  | 114.59 |

### 10 m torenspringen
| rang   | sporter              | land | punten |
| ------ | -------------------- | ---- | ------ |
| Goud   | Samuel Lee           | USA  | 130.05 |
| Zilver | Bruce Harlan         | USA  | 122.30 |
| Brons  | Joaquin Capilla      | MEX  | 113.52 |
| 4      | Lennart Brunnhage    | SWE  | 108.62 |
| 5      | Peter Heatly         | GBR  | 105.29 |
| 6      | Thomas Christiansen  | DEN  | 105.22 |
| 7      | Raymond Mulinghausen | FRA  | 103.01 |
| 8      | George Athans        | CAN  | 100.91 |

## Dames

### 3 m plank
| rang   | sporter           | land | punten |
| ------ | ----------------- | ---- | ------ |
| Goud   | Victoria Draves   | USA  | 108.74 |
| Zilver | Zoe Ann Olsen     | USA  | 108.23 |
| Brons  | Patricia Elsener  | USA  | 101.30 |
| 4      | Nicole Péllissard | FRA  | 100.38 |
| 5      | Gudrun Grömer     | AUT  | 93.30  |
| 6      | Edna Child        | GBR  | 91.63  |
| 7      | Madeleine Moreau  | FRA  | 89.43  |
| 8      | Kiki Heck         | NED  | 87.61  |

### 10 m torenspringen
| rang   | sporter              | land | punten |
| ------ | -------------------- | ---- | ------ |
| Goud   | Victoria Draves      | USA  | 68.87  |
| Zilver | Patricia Elsener     | USA  | 66.28  |
| Brons  | Birte Christoffersen | DEN  | 66.04  |
| 4      | Alma Staudinger      | AUT  | 64.59  |
| 5      | Juno Stover          | USA  | 62.63  |
| 6      | Nicole Péllissard    | FRA  | 61.07  |
| 7      | Eva Petersén         | SWE  | 59.86  |
| 8      | Inge Beeken          | DEN  | 59.54  |

## Medaillespiegel
| rang   | land             | goud | zilver | brons | totaal |
| ------ | ---------------- | ---- | ------ | ----- | ------ |
| 1      | Verenigde Staten | 4    | 4      | 2     | 10     |
| 2      | Denemarken       | 0    | 0      | 1     | 1      |
| 2      | Mexico           | 0    | 0      | 1     | 1      |
| totaal | totaal           | 4    | 4      | 4     | 12     |